# Klakkeyjar
Klakkeyjar är öar i republiken Island.   De ligger i regionen Västlandet, i den västra delen av landet, 120 km norr om huvudstaden Reykjavík.